# Johan von Ridderhusen
Johan von Ridderhusen, under största delen av sitt liv med namnet Johan Larsson, född 6 september 1588 i Norrköping, död 7 december 1648 i Stockholm, var en svensk ämbetsman.

## Biografi
Johan Larsson var broder till historieskrivaren Gregorius Borastus, ursprungligen Greger Larsson. Han blev 1618 kansliskrivare i Kansliet och 1625 den förste riddarhussekreteraren på Riddarhuset. Han adlades 18 mars 1647 med namnet von Ridderhusen och introducerades samma år på nummer 376. Von Ridderhusens tid som adelsman blev emellertid kort.  avled 17 december året efter och begravdes 21 januari 1649 i Storkyrkan i Stockholm. Ett epitafium i svart marmor sattes upp i kyrkan efter honom.

## Familj
Von Ridderhusen var gift med Elisabet Påvesldotter (1589–1676). De fick tillsammans dottern Margareta som blevar gift med handlanden Mikael Strokarch i Stockholm, vars fyra söner adlades med namne von Strokirch (nr 1059 och 1233)  respektive Strokirch (nr 1082). Eftersom Johan von Ridderhusen inte hade söner, utslocknade hans adliga ätt med honom själv.